# السياحة في تونس

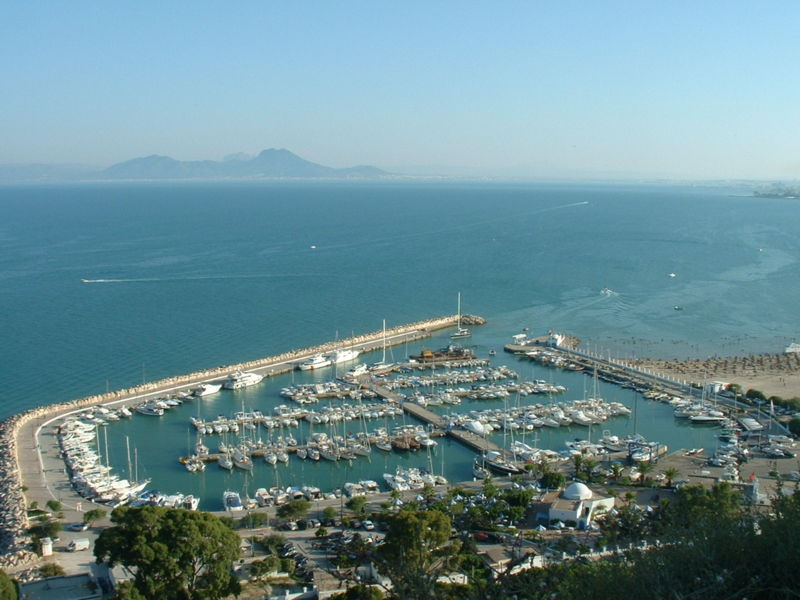
ميناء سيدي بوسعيد وإطلالة على خليج تونس

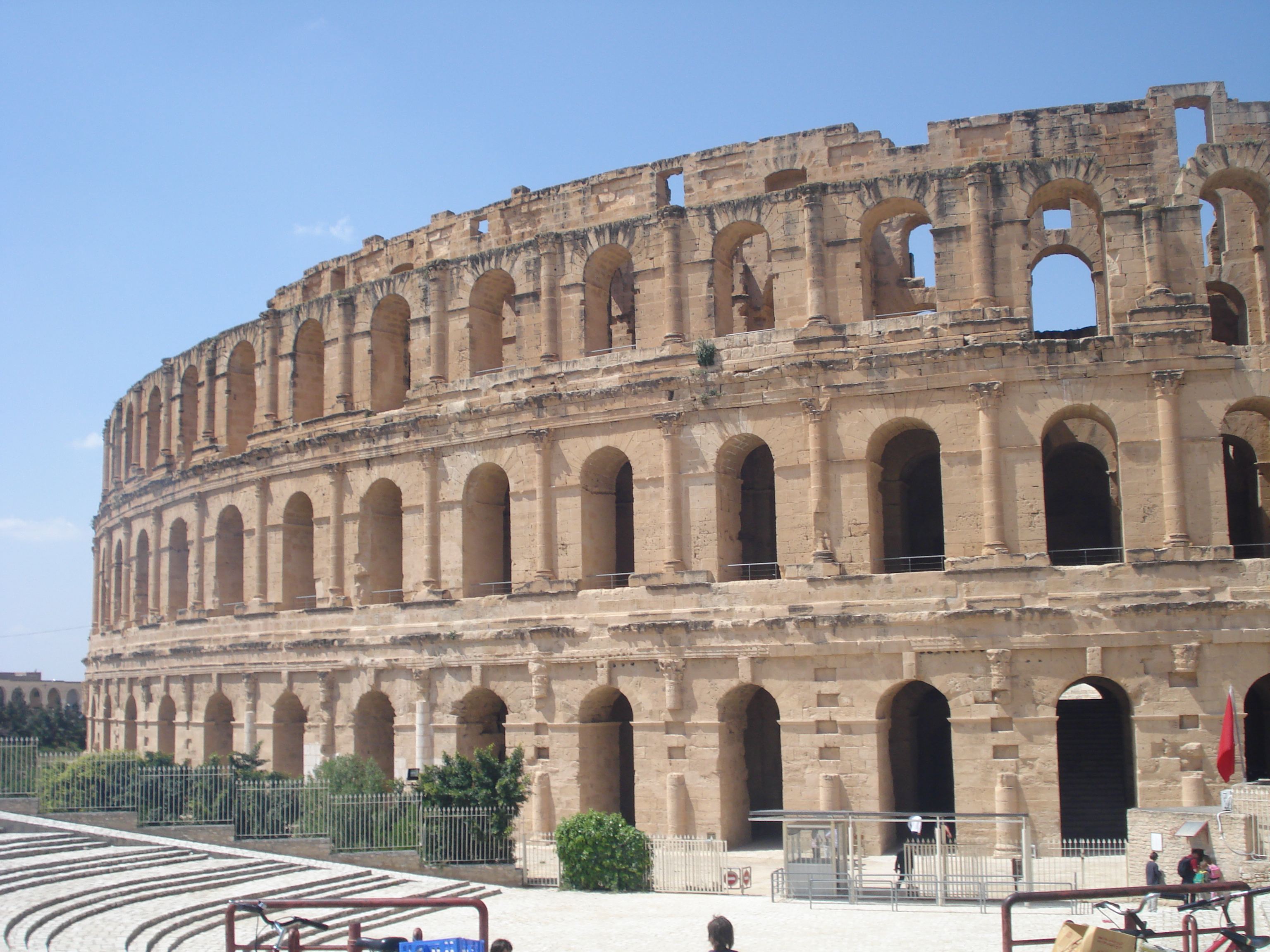
المسرح الروماني بالجم، أضخم مسرح روماني خارج روما

تتوفر في تونس جميع مقومات الجذب السياحي. فهناك وعي سياحي عال على المستويين الرسمي والشعبي، ويجـد السائح في تونس بغيته مهما تنوّعت وتباينت، فإلى جانب شواطئها التي يبلغ طولها حوالي 1200 كم على مياه البحر الأبيض المتوسط والمجهزة بمرافق وخدمات سياحية متطورة هناك المقصد السياحي الثقافي ممثلاً بكنوز من التراث والآثار والمتاحف تعكس كلها تواتر حضارات عريقة شهدتها تونس منذ فجر التاريخ.
كما تتمتع تونس ببنية خدمات متطورة في مجال المواصلات والنقل جوًا وبراً وبحراً بالإضافة إلى خدمات الاتصالات الحديثة التي تستوعب كل ما تنتجه تكنولوجيا الاتصال الحديثة وقد وفر هذا لتونس أن تكون سوقا ماليّة هامّة تنتشر فيها المصارف والمؤسسات الماليّة العالميّة الكبرى.
وخلال السنوات السابقة تحولت تونس إلى وجهة تستقطب مجموعات فندقية وذات صيت عالمي بالنظر لما توفره هذه البلاد من مميزات أهمها وفرة السياح الذين يقدر عددهم بثمانية مليون سائح سنويا وتوفر بنية تحتية ضخمة تساعد على إقامة مشاريع سياحية كبرى فضلا عن توفر عوامل جغرافية مناسبة.
وبالرغم من التأثير المباشر اللذي لمس القطاع السياحي في تونس جراء العقبات السياسية والتحديات الامنية التي عرفتها البلاد خلال السنوات الأولى التي لحقت الثورة، الا انه ما لبث الا ان تعافى سريعا، حيث قفز عدد السياح الوافدين إلى 9.8 مليون سائح سنة 2018 محققا رقما قياسيا تجاوز السنة المرجعية 2010 أي ما قبل الثورة التونسية نضرا لعودة الاستقرار وتطور الاستثمارات في مجالي النقل والبنية التحتية إضافة إلى تنويع المنتوج السياحي ليشمل ابعادا أخرى تقطع مع هيمنة سياحة الشواطئ
تُشكّل الصحراء إحدى عوامل الجذب السياحي في تونس، فهي تُغطّي مساحات واسعة جنوبي الجمهورية، حيث الكثبان الرملية الكثيفة والمتماوجة مع اتجاه الرياح، كما تُعدّ السياحة الصحراوية بديلاً آخر لسياحة الشواطئ والمنتجعات شتاءً، فهي تُمثّل إحدى أوجه المغامرة وركوب الجمال وسط رمال الصحراء ، وتُشكّل الجمال إحدى وسائل وصول الصحراء، إضافةً إلى إمكانيّة ركوب سيّارات الدفع الرباعي، كما يتمّ مرافقة المرشدين للسيّاح لتوجيههم إلى وجهات الصحراء المختلفة واحتوائها على أفخم الفنادق الصحراوية في العالم.

## أشهر الاماكن السياحية في تونس

### المدينة العتيقة
المدينة العتيقة من أشهر المعالم التاريخية في تونس حيث انها مسجلة من قبل اليونسكو ضمن التراث العالمي، يقع في المدينة العتيقة واحد من أشهر المساجد في العالم الإسلامي وهو جامع الزيتونة الذي تأسس في 698 بأمر من حسان بن النعمان وأتمه عبيد الله بن الحبحاب في 732، ويعتبر ثاني أقدم مسجد في تونس بعد جامع عقبة بن نافع. كما نجد في المدينة العتيقة العديد من الاسواق العتيقة مثل سوق الشواشين والعطارين وسوق الذهب (البركة).

### متحف باردو
المتحف الوطني بباردو وهو أشهر متحف حيث يقع في مدينة الباردو التي تبعد عن وسط العاصمة 4 كم وهو ثاني أكبر متحف في العالم بالنسبة إلى فن الفسيفساء الرومانية.

### سيدي بوسعيد
تعتبر ضاحية سيدي بوسعيد من أشهر الاماكن السياحية في تونس حيث تقع على بعد 20 كم في شمال شرق تونس العاصمة.

## إحصائيات
يتمتع القطاع السياحي بشعبية بشكل رئيس على الساحل الشرقي لتونس. وفيما يلي قائمة من أكبر المنتجعات ونسبة الليالي السياحية فيها من مجموع الليالي في مناطق تونس كافة:

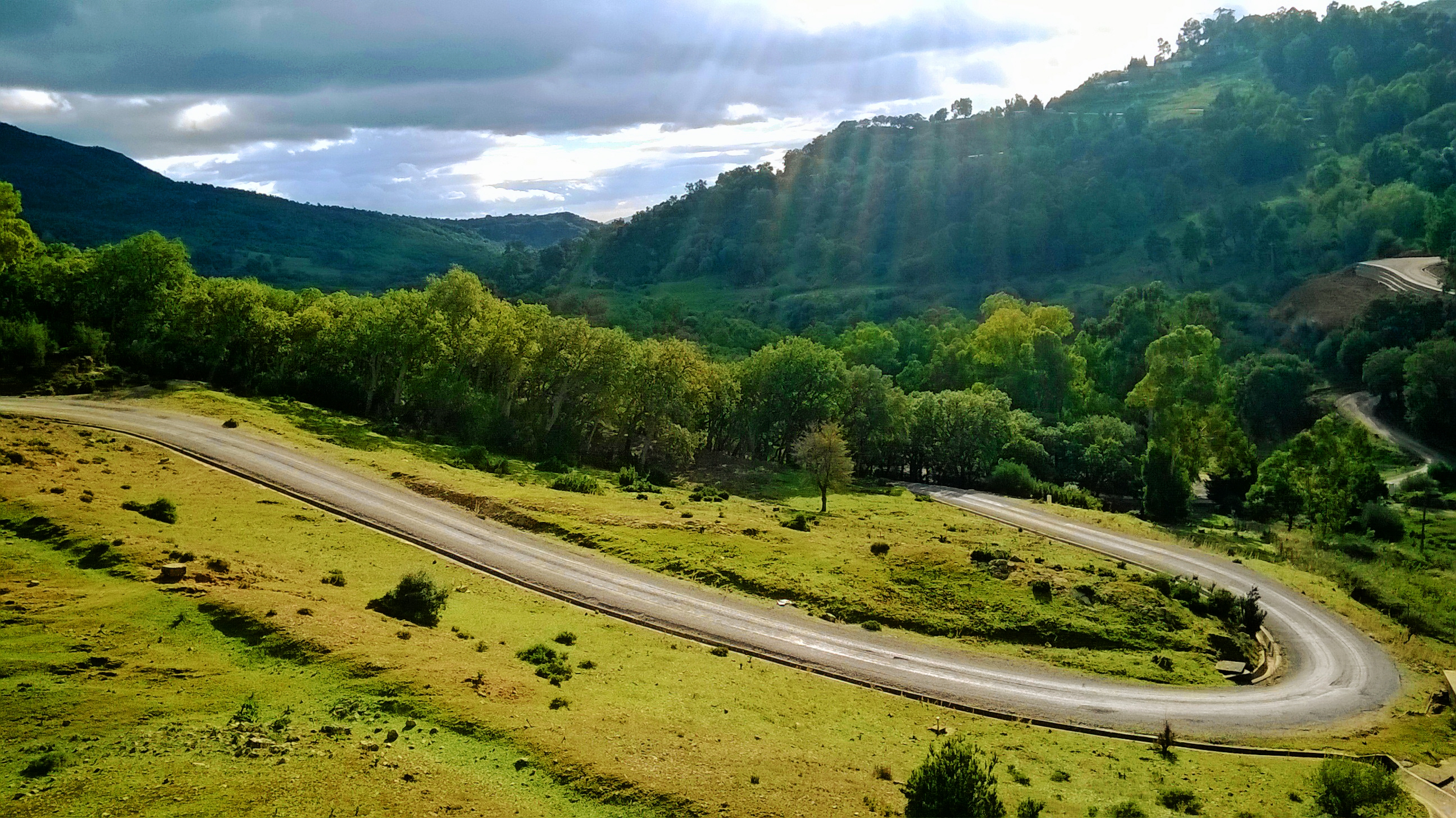
غابة قرب بني مطير بالشمال الغربي التونسي

- نابل-الحمامات-قليبية (35%)
- سوسة-المنستير-المهدية-صفاقس (31%)
- جربة-جرجيس-توزر-نفطة (22%)
- تونس (العاصمة)-زغوان (10%)
- طبرقة-عين دراهم (2%)